# Melanolophia centralis
Melanolophia centralis är en fjärilsart som beskrevs av Mcdunnough 1920. Melanolophia centralis ingår i släktet Melanolophia och familjen mätare. Inga underarter finns listade i Catalogue of Life.